# علاء صادق
علاء صادق موسى صحفي ومؤرخ ومحلل رياضي. ولد بمحافظة كفرالشيخ بمصر في 25 نوفمبر 1954. بدأ مشواره في الصحافة الرياضة وهو لا يزال طالبا في كلية الطب بالإسكندرية ثم تفرغ للعمل الصحفي والاعلامي بعد اتمامه لدراسته الجامعية.
كان له برنامج يحظي بشهرة كبيرة بين المصريين علي قناة مودرن سبورت المصرية، هو برنامج «هنا القاهرة» كما حظي بفرصة تحليل مونديال 2006 على قناة العربية.

## تعليمه وأهم المناصب التي شغلها
- بكالوريوس طب جامعة الإسكندرية 1977. [بحاجة لمصدر]
- صحفي رياضي بجريدة الأخبار المصرية. [بحاجة لمصدر]
- رئيس تحرير صحيفة (ميدان الرياضة).[بحاجة لمصدر]
- أسس الصحف الرياضية: «أخبار الرياضة»، «الميدان» في مصر، و«شباب اليوم» في قطر. [بحاجة لمصدر]
- له 56 كتابا رياضيا.[بحاجة لمصدر]
- وجدير بالذكر هنا انه بدأ يكتب في مطلع 1972 قبل حصوله على بكالوريوس طب.[بحاجة لمصدر]

## بدايته
بدأ شهرته من خلال تقديمه الفقرة الرياضية للبرنامج الإخباري «أنباء وآراء» ع القناة الثانية المصرية في التسعينات.

## مشواره الإعلامي
للدكتور علاء صادق تاريخ حافل من البرامج الرياضية والظهور الإعلامي داخل وخارج مصر منها:
1991 ـ 2003، فقرة أنباء وآراء ضمن نشرة الاخبار على القناة الأولى بالتلفزيون المصري
1993 ـ 1997، قدم مجموعة من البرامج المتنوعة على قناة الART
يناير 1997، ضيف في برنامج نادي السينما مع درية شرف الدين، وكانت أول حلقة يستضيف فيها هذا البرنامج المرموق صحفيا رياضيا
1998 ـ 1999، برنامج رموز وكنوز على قناة النيل للرياضة
1998، تحليل مباريات كأس العالم على قناة النيل للرياضة
2000، برنامج السوبر على القناة الثانية بالتلفزيون المصري
2005، برنامج المربع الذهبي على قناة المحور
2006، تحليل مونديال كأس العالم على قناة العربية
2006 ـ 2007، برنامج احتراف على القناة الأولى بالتلفزيون المصري
2007 ـ 2009، برنامج هنا القاهرة على قناة مودر سبورت
2009 ـ 2010، برنامج ظلال وأضواء على قناة النيل للرياضة
2010، برنامج طاب مساؤكم على القناة الأولى بالتلفزيون المصري
2010، برنامج اسبوعي على قناة الوصل
2005 ـ 2010، تحليل مباريات كرة القدم بالراديو المصري
2010 ـ 2011، برنامج صباح الكورة بالراديو المصري
2011، برنامج وان توو على قناة زووم
2011 ـ 2012، برنامج حاد وجاد على قناة النهار
2010، تحليل مباريات كأس العالم 2010 على اذاعة الشباب والرياضة مع سيد عبد الحفيظ بالراديو المصري